# 螢火蟲 (貓頭鷹城市歌曲)
〈螢火蟲〉是美国electronica音乐项目貓頭鷹之城的一首歌曲，收录于他们的首张录音室专辑《海洋眼眸》中。歌曲由创作，并由扬与马特·蒂森共同制作。歌曲的曲风是合成器流行与独立流行，其歌词要探讨了扬在失眠期间的感受和灵感。尽管原本未计划发行为单曲，〈螢火蟲〉因其数字下载表现强劲，于2010年被推向另类电台和當代流行電台。
歌曲发行后获得了广泛的乐评好评，评论家们称赞其独特的结构和创意编曲。但部分乐评认为歌曲与合成器流行双人组合Postal Service的作品过于类似。歌曲在美国《告示牌》Hot 100榜单上大获成功，曾达到冠军位置并保持两周，成为猫头鹰之城的首个冠军单曲。全球范围内，〈螢火蟲〉也取得了商业成功，在英国、澳大利亚、日本等地均登顶或进入前十。
歌曲的音乐视频由史蒂夫·胡佛执导，于2009年7月21日首播。在音乐视频中，扬在一个有许多玩具的卧室里面使用Lowrey電風琴演奏歌曲。歌曲的流行还促使其成为網路迷因，并在多个电子游戏中被使用。歌曲获得了日本公告牌音乐奖的年度百大电台榜奖。

## 背景与创作
〈螢火蟲〉是一首合成器流行与独立流行歌曲，其速度为90拍每分钟，主调为降E大調。歌曲的主题聚焦于扬的失眠症：他在“一个大清早清醒的时候”想出了这首歌，以让自己的大脑有点事情做。歌曲的创作灵感还源于他的一次露营旅行，那次旅行他去了明尼苏达州北部一个“非常乡村且有点偏远的湖泊”。他试图模仿看到流星雨的体验，这让他产生了“把流星想象成萤火虫”的想法。扬当时和父母住在一起，大部分歌曲是在他们家未装修的地下室录制的。这首歌叠加了数十种乐器，包括鼓循环、钢琴、风琴、合成器、颤音琴、小提琴、中提琴和大提琴，大提琴部分是扬雇佣的大提琴手演奏的。他为第二和第三段副歌录制了电吉他叠加部分，但因为他没有放大器，所以他直接将乐器插入电脑进行录制。歌曲还邀请了乐队Relient K的马特·蒂森献唱，扬自高中起就一直是他的粉丝。

## 发行
〈螢火蟲〉曾在Spinner和《Spin》作为每月单曲活动的一部分进行展示。根据扬的经纪人史蒂夫·伯斯基的说法，歌曲本来不打算发行为单曲，但他认为“这是一个不能错过的机会”。由于歌曲数字下载强劲，歌曲于2010年7月被派往另类电台，并在之后被派往當代流行電台。

## 乐评
| 評論得分   | 評論得分 |
| 來源       | 評分     |
| ---------- | -------- |
| About.com  | [ 11 ]   |
| AltSounds  | (61%)    |
| 《告示牌》 | [ 13 ]   |

〈螢火蟲〉在发行后获得了乐评的好评。《告示牌》的本·希恩（Ben Sheehan）认为歌曲是一首“令人舒心的精神恢复曲”。希恩称赞了歌曲“独特的结构”，并认为“真正让这首歌展现出无限可能的是钢琴和吉他。”數碼間諜的尼克·列维（Nick Levine）评价道：“扬在这里释出的超棒的副歌没有任何的矫情与做作”。《衛報》的卡羅琳·沙利文（Caroline Sullivan）认为歌曲的曲调“出乎意料地很有精神”。About.com的比尔·兰姆（Bill Lamb）评论称“〈螢火蟲〉的力量不仅简单地在于其奇思妙想。有创意的编曲才能让貓頭鷹城市一众其它个人音乐项目中脱颖而出”AltSounds认为歌曲由“沉稳、温和自动调谐的演唱和一些青少年梦境幻想细节构成”《纽约时报》的本·西塞利奥（Ben Sisario）则认为歌曲“忧愁却不失活泼”。
歌曲在发行后被许多人与合成器流行双人组合Postal Service的作品进行比较；扬否认了关于歌曲是为了模仿Postal Service或歌唱家本杰明·吉巴德的说法。Pitchfork的伊恩·科恩认为歌曲非常“明显”抄袭了他们的音乐。Stereogum的加布里埃拉·塔利·克萊莫（Gabriela Tully Claymore）在2017年回顾歌曲时将其称为“轻量版的Postal Service”。加拿大廣播公司则称这首歌曲是一首“矫情的芭乐歌”，并批评了歌曲的编曲和歌词。

## 音乐视频
〈螢火蟲〉的音乐视频由史蒂夫·胡佛（Steve Hoover）执导，于2009年7月21日首播。在音乐视频中，扬在一个有许多玩具的卧室里面使用Lowrey電風琴演奏歌曲。在音乐视频中，屋子里的玩具有机器人Robie Sr.、一个暴龍公仔、一个Speak & Spell、一堆玩具车和一个軟式飛船都动了起来。这些玩具大部分都取自1970年代和1980年代。房间的陈设也采用了复古风格，里面有一台黑白电视和一台留聲機。当歌曲开始演奏时，扬按下风琴控制面板上的一个“魔法”按钮，房间里的各种灯和灯笼随之点亮，有些灯笼形状独特（比如一个是柠檬形状，另一个是热气球形状）。在第二段歌词中，玩具开始运动起来，随着歌曲接近尾声，它们的动作变得越来越快和越来越不规则。扬再次按下“魔法”按钮后，玩具停下来，房间陷入黑暗。影片最后，扬关掉了风琴，镜头渐渐变暗结束。該片在VH1和MTV获得了轮播播放。

## 榜单表现
〈螢火蟲〉在成为iTunes“每周单曲”供免费下载时获得了650,000次下载，让环球Republic将专辑《海洋眼眸》的发行日期从2009年9月1日提早到了7月28日。2009年9月，歌曲空降《告示牌》Hot 100榜单第97名。在进榜第10周，歌曲取得了冠军，成为貓頭鷹城市第一首冠军单曲，并在夺冠当周取得了200,000次数字下载 歌曲在冠军之位保持了不连续的两周，在前10的位置停留了15周，并总计在榜31周。在与卡莉·蕾·杰普森合作的歌曲〈美好時光〉发行前，〈螢火蟲〉是貓頭鷹之城在美国唯一进入前十名的单曲。〈螢火蟲〉的流行也帮助提振了《海洋眼眸》的销量，并被认为促进了《海洋眼眸》进入 《公告牌》200前10。歌曲以2,748,000份年销量打入了2009年最畅销单曲前十名。在2009年美國《告示牌》年終百強單曲榜，歌曲排第16。在2010年美國《告示牌》年終百強單曲榜，歌曲排第30。2023年1月25日，歌曲销量已超过1,000万，被美國唱片業協會认证为钻石唱片。〈螢火蟲〉也是第99个被美國唱片業協會认证为钻石唱片的单曲。
歌曲在全球其它地区也取得了商业成功。在英国，歌曲空降英國單曲排行榜第50名。次周，歌曲跃升至第二名，仅次于Iyaz的歌曲〈Replay〉。歌曲在第3周取得了冠军，并最终总共在冠军之位停留了连续三周。2011年1月2日，英国广播公司表示歌曲进入了英国最多下载量歌曲的前20位。截至2017年9月，歌曲在英国已取得超过844,000份销量。
在澳大利亚，歌曲以第38名进榜，并于2010年1月10日取得了冠军。2015年，歌曲获得了澳大利亚七白金认证。根据澳大利亚唱片表演公司的统计，歌曲是2010年澳大利亚电台播放次数第二多的歌曲。在日本，歌曲在Japan Hot 100最高排第3，并在2010年年终榜单上排第16。此外，歌曲还在丹麦、爱尔兰、瑞典和荷兰夺冠，在奥地利、比利时、加拿大、波兰、芬兰、德国、新西兰、挪威、葡萄牙和瑞士进入了前10。截至2012年9月，歌曲在全球已取得超过500万份销量。

## 影响力
《Spin》的专栏作家羅布·阿爾坎德写道，这首歌曲“在接下来的几年里开始烂大街，在公共场所中无处不在。它那种多愁善感、矫情的歌词非常没有冒犯性，这让它成为轻搖滾电台的理想之选。歌曲在商场、机场、广告和公共交通中传播开来，最后连最热情的粉丝也感到有些疲惫。”

### 网络迷因
2017年5月，歌曲成为網路迷因。在迷因中，歌曲通常被极大声播放，或者根据情境进行混音处理。迷因的另一种形式则是为歌词“You would not believe your eyes, if ten million fireflies”创作双关语。而当年6月，貓頭鷹城市被要求解释歌词“I get a thousand hugs from 10,000 lightning bugs.”含义后，歌曲获得了更多关注。在歌曲成为網路迷因之后，歌曲重新进入了美国《告示牌》Rock Streaming Songs榜，并取得了第8名。

### 媒体使用
〈螢火蟲〉被电子游戏《迪斯尼想唱就唱：派对精选》收录，并被用于《EyePet》的宣传影片中。它也是《吉他英雄5》、《吉他英雄：摇滚巨星》和《摇滚乐队3》的可下载内容之一。歌曲在Tapulous的游戏《Tap Tap Revenge 3》中提供免费下载。

## 获奖与提名
| 年份   | 组织                   | 奖项               | 结果 | 来源   |
| ------ | ---------------------- | ------------------ | ---- | ------ |
| 2010年 | Q音乐奖                | 最佳歌曲           | 提名 | [ 59 ] |
| 2010年 | The Record of the Year | Record of the Year | 獲獎 | [ 60 ] |
| 2010年 | 日本公告牌音乐奖       | 年度百大电台榜奖   | 獲獎 | [ 61 ] |
| 2010年 | 日本公告牌音乐奖       | 年度当代成人榜奖   | 提名 | [ 61 ] |
| 2011年 | Flecking音乐奖         | 最佳视频           | 提名 | [ 62 ] |
| 2013年 | Vevo认证奖             | 100,000,000次观看  | 獲獎 | [ 63 ] |

## 榜单
| 榜单（2009年-2010年）                              | 最高 排位 |
| -------------------------------------------------- | --------- |
| 澳大利亚（澳大利亚唱片业协会單曲榜）               | 1         |
| 奥地利（Ö3四十强单曲榜）                           | 2         |
| 比利时佛兰德（Ultratop五十强单曲榜）               | 2         |
| 比利时瓦隆（Ultratop五十强单曲榜）                 | 4         |
| 加拿大（Canadian Hot 100）                         | 2         |
| 加拿大（《告示牌》AC）                             | 7         |
| 加拿大（《告示牌》CHR/Top 40）                     | 5         |
| 加拿大（《告示牌》Hot AC）                         | 1         |
| 独联体（Tophit独联体电台榜）                       | 66        |
| 克罗地亚（克罗地亚广播电视台）                     | 1         |
| 捷克（電台百大單曲榜）                             | 2         |
| 丹麥（Hitlisten单曲榜）                            | 1         |
| 欧洲（European Hot 100 Singles）                   | 3         |
| 芬兰（芬蘭官方單曲榜）                             | 7         |
| 法国（法國唱片出版業公會單曲榜）                   | 17        |
| 德国（德國官方單曲榜）                             | 6         |
| 德国（德国电台榜）                                 | 1         |
| 愛爾蘭（愛爾蘭唱片音樂協會单曲榜）                 | 1         |
| 以色列（媒体森林）                                 | 2         |
| 意大利（意大利音乐产业联盟单曲榜）                 | 2         |
| 意大利（《Musica e Dischi》）                      | 16        |
| 日本（Japan Hot 100）                              | 3         |
| 拉脱维亚（欧洲热门电台单曲榜）                     | 1         |
| 立陶宛（欧洲热门电台单曲榜）                       | 1         |
| 卢森堡（《告示牌》Luxembourg Digital Song Sales ） | 3         |
| 墨西哥（《告示牌》Mexico Ingles Airplay）          | 8         |
| 荷兰（荷蘭四十強單曲榜）                           | 1         |
| 荷兰（百强单曲榜）                                 | 3         |
| 紐西蘭（紐西蘭唱片業協會單曲榜）                   | 2         |
| 挪威（世道單曲榜）                                 | 2         |
| 波蘭（波蘭百大電台榜）                             | 2         |
| 葡萄牙（《告示牌》Portugal Digital Song Sales）    | 4         |
| 俄罗斯（TopHit俄罗斯电台榜）                       | 58        |
| 蘇格蘭（官方榜单公司單曲榜）                       | 1         |
| 斯洛伐克（電台百強單曲榜）                         | 8         |
| 韩国（Gaon國際单曲榜）                             | 75        |
| 西班牙（西班牙音樂製作協會）                       | 27        |
| 瑞典（瑞典最熱榜）                                 | 1         |
| 瑞士（瑞士热门音乐榜）                             | 4         |
| 英國（官方榜单公司單曲榜）                         | 1         |
| 美国（《告示牌》百大單曲榜）                       | 1         |
| 美國（《告示牌》成人當代單曲榜）                   | 11        |
| 美國（《告示牌》Adult Pop Airplay）                | 1         |
| 美國（《告示牌》Christian Songs）                  | 44        |
| 美國（《告示牌》Hot Rock Songs）                   | 38        |
| 美國（《告示牌》Pop Airplay）                      | 2         |
| 委内瑞拉（唱片报告热门英语榜）                     | 3         |

| 榜单（2017年）                         | 最高 排位 |
| -------------------------------------- | --------- |
| 美国（《告示牌》Rock Streaming Songs） | 8         |

| 榜单（2023年）                   | 最高 排位 |
| -------------------------------- | --------- |
| 爱沙尼亚（Tophit爱沙尼亚电台榜） | 177       |

| 榜单（2009年）                       | 排位 |
| ------------------------------------ | ---- |
| 澳大利亚（澳大利亚唱片业协会单曲榜） | 79   |
| 加拿大（Canadian Hot 100）           | 74   |
| 丹麦（Tracklisten）                  | 29   |
| 荷兰（荷兰四十强音乐榜）             | 100  |
| 新西兰（紐西蘭唱片業協會单曲榜）     | 26   |
| 美国（Billboard Hot 100）            | 60   |

| 榜单（2010年）                             | 排位 |
| ------------------------------------------ | ---- |
| 澳大利亚（澳大利亚唱片业协会单曲榜）       | 6    |
| 奥地利（Ö3四十強音樂榜）                   | 27   |
| 比利时（Ultratop佛兰德五十强单曲榜）       | 14   |
| 比利时（Ultratop瓦隆五十强单曲榜）         | 14   |
| 加拿大（Canadian Hot 100）                 | 26   |
| 丹麦（Tracklisten）                        | 47   |
| 欧洲（《公告牌》European Hot 100 Singles） | 13   |
| 法国（法国唱片出版业公会单曲榜）           | 75   |
| 德国（媒体控制榜单）                       | 36   |
| 爱尔兰（爱尔兰唱片音乐协会单曲榜）         | 7    |
| 意大利（意大利音乐产业联盟单曲榜）         | 93   |
| 日本（Japan Hot 100）                      | 16   |
| 拉脱维亚（欧洲热门电台）                   | 21   |
| 立陶宛（欧洲热门电台）                     | 22   |
| 荷兰（荷兰四十强音乐榜）                   | 14   |
| 荷兰（荷兰百强单曲榜）                     | 26   |
| 新西兰（紐西蘭唱片業協會单曲榜）           | 44   |
| 瑞典（瑞典最热榜）                         | 24   |
| 瑞士（瑞士热门音乐榜）                     | 28   |
| 英国（官方榜单公司单曲榜）                 | 6    |
| 美国（Billboard Hot 100）                  | 30   |
| 美国（《公告牌》Adult Contemporary）       | 22   |
| 美国（《公告牌》Adult Top 40）             | 21   |
| 美国（《公告牌》Mainstream Top 40）        | 33   |

| 榜单（2011年）                            | 排位 |
| ----------------------------------------- | ---- |
| 美国（《公告牌》Rock Digital Song Sales） | 44   |

| 榜单（2017年）                         | 排位 |
| -------------------------------------- | ---- |
| 美国（《公告牌》Rock Streaming Songs） | 38   |

## 认证与销量
| 地區                                                       | 认证    | 认证单位/销量 |
| ---------------------------------------------------------- | ------- | ------------- |
| 澳大利亚（澳大利亚唱片业协会）                             | 7× 白金 | 490,000‡      |
| 比利时（比利時唱片音樂協會）                               | 金      | 15,000*       |
| 巴西（巴西唱片業協會）                                     | 白金    | 60,000‡       |
| 加拿大                                                     | —       | 74,000        |
| 丹麦（國際唱片業協會丹麥分會）                             | 2× 白金 | 180,000‡      |
| 德国（聯邦音樂產業協會）                                   | 白金    | 300,000‡      |
| 意大利（意大利音乐产业联盟）                               | 金      | 15,000*       |
| 新西兰（新西兰唱片音乐协会）                               | 白金    | 15,000*       |
| 西班牙（西班牙音樂製作協會）                               | 金      | 30,000‡       |
| 瑞典（瑞典唱片業協會）                                     | 2× 白金 | 40,000‡       |
| 瑞士（國際唱片業協會瑞士分会）                             | 金      | 15,000^       |
| 英国（英国唱片业协会）                                     | 3× 白金 | 1,800,000‡    |
| 美国（美國唱片業協會）                                     | 钻石    | 10,000,000‡   |
| *僅含認證的實際銷量 ^僅含認證的出貨量 ‡僅含認證的+實際銷量 |         |               |

## 发行历史
| 地区     | 日期          | 形式         | 厂牌         | 来源    |
| -------- | ------------- | ------------ | ------------ | ------- |
| 美国     | 2009年7月14日 | 數位下載     | 环球Republic | [ 156 ] |
| 加拿大   | 2009年7月14日 | 數位下載     | 环球Republic | [ 156 ] |
| 美国     | 2009年9月1日  | 當代流行電台 | 环球Republic | [ 157 ] |
| 意大利   | 2009年11月5日 | 當代流行電台 | 环球Republic | [ 158 ] |
| 澳大利亚 | 2009年11月9日 | CD           | 环球Republic | [ 159 ] |
| 英国     | 2010年1月8日  | 数字下载     | 环球Republic | [ 160 ] |
| 爱尔兰   | 2010年1月14日 | 数字下载     | 环球Republic | [ 161 ] |
| 德国     | 2010年1月22日 | 数字下载     | 环球Republic | [ 162 ] |
| 英国     | 2010年2月22日 | CD           | 环球Republic | [ 163 ] |